# Lewis Shiner
Lewis Gordon Shiner (geboren am 30. Dezember 1950 in Eugene, Oregon) ist ein amerikanischer Schriftsteller, bekannt als Autor von Science-Fiction. Für den Roman Glimpses erhielt er 1994 den World Fantasy Award.

## Leben
In seiner Jugend zog die Familie oft um, da sein Vater als Archäologe an wechselnden Orten beschäftigt war. Drei Jahre lang wohnte die Familie in Globe, Arizona, danach in Santa Fe, gefolgt von einem längeren Aufenthalt in Europa und im Sudan, wo Ausgrabungen anlässlich der Flutungen durch den Assuan-Staudamm stattfanden. Schließlich schickten seine Eltern ihn auf eine Privatschule in Dallas.
Durch einen Unfall mit einer Handkreissäge zog er sich 1966 eine Verletzung der linken Hand mit langwierigen Folgen und starken Schmerzen zu, die mit Demerol behandelt wurden, was zu einer Abhängigkeit führte. Er hatte den Wunsch gehabt, Rock-’n’-Roll-Gitarrist zu werden, die Fingerverletzung machte das unmöglich, weshalb er auf Drummer umsattelte. Musik und insbesondere Rock ’n’ Roll bildet den Hintergrund mehrerer Erzählungen Shiners.
Nach der Schule hatte Shiner begonnen, an der Southern Methodist University (SMU) Russisch zu studieren, jedoch mit wenig Neigung und Erfolg, weshalb er das Studium abbrach und eine Weile auf dem Bau seinen Lebensunterhalt verdiente und nebenher in einer Band spielte. 1971 begann er erneut an der SMU zu studieren, nunmehr Englisch und mit gewissem Erfolg, zumindest bis zum Undergraduate, wonach er sich wieder der Musik zuwandte, danach in einem Plattenladen arbeitete und schließlich 1974 ernsthaft zu schreiben begann. Als seine erste Erzählung Tinker’s Damn schließlich von dem Magazin GALILEO angenommen wurde und 1977 erschien, hatte er sich inzwischen wieder gezwungen gesehen, einen Job anzunehmen, diesmal in der eben entstehenden Computerbranche.
Schließlich zog er nach Austin, Texas, wo er Anschluss bei den Turkey City Writer’s fand, einer Gruppe von Science-Fiction-Autoren, die in Workshops ihre Werke gegenseitig kritisierten und zu denen auch Lisa Tuttle gehörte, durch deren Verdienst die Erzählung Stuff of Dreams 1981 im renommierten von Edward L. Ferman herausgegebenen Magazine of Fantasy and Science Fiction erschien, was einen Wendepunkt in Shiners bis dahin sehr schleppend verlaufender Schriftstellerlaufbahn markierte.
1981 heiratete er Edith Beumer, damals Filmstudentin, die in der Nachbarschaft in Austin wohnte. Shiner hörte auf zu trinken und begann sich auf Conventions zu zeigen. 1978 hatte er auf der World Fantasy Convention in Fort Worth den Schriftsteller Joe Lansdale kennen gelernt. Nun schloss er Freundschaft mit John Kessel, Karen Joy Fowler und Jim Blaylock. Auch mit Bruce Sterling wurde er bekannt und kam durch ihn in Kontakt zur sich eben etablierenden Richtung des Cyberpunk.
Shiner beschloss, ein liegen gebliebenes Romanprojekt umzuarbeiten, woraus dann sein erster veröffentlichter Roman Frontera (1984) entstand. Darin geht es um eine Expedition zum Mars, die im Auftrag eines der globalen Megakonzerne, die nun die Geschicke der Menschheit lenken, den Kontakt zu einer Gruppe von Kolonisten aufnehmen soll, um eine dort entwickelte mächtige neue Technologie in die Hände des Konzerns zu bringen – mit welchen Mitteln auch immer. Der Roman wurde für den Nebula und den Locus Award nominiert und war Finalist beim Philip K. Dick Award.
Shiners zweiter Roman Deserted Cities of the Heart (1988) geht auf Ideen zurück, die er während eines längeren Aufenthalts in Mexiko entwickelte und auf die dort erlebte Faszination durch den Dschungel Yucatáns und die vergessenen Städte der Maya. Der Roman handelt von der Suche des Reporters John Carmichael und des Anthropologen Thomas Yates nach dem im mexikanischen Urwald verschollenen Bruder von Yates, einem Rockmusiker, der unter Anleitung eines Schamanen mit magischen Pilzen experimentiert, die nicht einfach Visionen und Halluzinationen verursachen, sondern den Konsumenten zurücksenden in die Zeit der Mayas. Auch dieser Roman wurde für den Nebula und den Locus Award nominiert.
1990 war Shiner Dozent des Clarion West Writers’ Workshop, eines renommierten Workshops für angehende Science-Fiction-Autoren. Im gleichen Jahr erschien sein Roman Slam, in dem die Ehe des Protagonisten in die Brüche geht, so wie in jener Zeit auch Shiners Ehe.
Auch der Roman Glimpses (1993), für den Shiner mit dem World Fantasy Award ausgezeichnet wurde, handelt von einer Reise in die Vergangenheit, nun allerdings die vergangene goldene Ära der Rockmusik, in welcher der Protagonist Ray Shackleford eine spirituelle Reise in die Zeit von Brian Wilson, Jim Morrison, Jimi Hendrix und natürlich auch der Beatles und der Beach Boys unternimmt, wo er deren verlorene oder nie realisierte Werke findet und ihnen Leben verleiht. Trotz des World Fantasy Award war der Roman kein finanzieller Erfolg und Shiner sah sich erneut gezwungen, eine Vollzeitstelle in der Computerbranche anzunehmen.
Nach Glimpses wandte sich Shiner von den Genres Science-Fiction und Fantasy ab. 1999 erschien Say Goodbye: The Laurie Moss Story, die Geschichte einer jungen Frau, die ihren Weg in der Musikbranche zu finden versucht, die ähnlich gelagerte Probleme in Shiners Laufbahn als Schriftsteller reflektiert. Danach folgte einige Jahre lang nur wenig. Ab 2008 erschienen dann mehrere Romane Shiners bei Subterranean Press, zuletzt Outside the Gates of Eden (2019), in dem einmal mehr Musik das Thema ist – die 1960er Jahre, der Summer of Love und was aus den Träumen und Utopien der Woodstock-Generation wurde, aufgezeigt am Schicksal zweier Freunde. Auch seine älteren Romane wurden von Subterranean Press nachgedruckt. 2007 hatte Shiner angesichts des Niedergangs des Magazinmarktes in den USA und der Schwierigkeiten, Kurzgeschichten in adäquater Form zu veröffentlichen, die Website Fiction Liberation Front eingerichtet, wo er seine Kurzgeschichten und Romane zum Download unter einer freien Lizenz verfügbar machte.
1983 war Shiner Herausgeber des Magazins Modern Stories. Außerdem war er Herausgeber der Anthologie When the Music’s Over (1991) und war beteiligt an dem von George R. R. Martin geleiteten Projekt Wild Cards, für das er mehrere Kurzgeschichten schrieb und die zentrale Figur des Fortunato beitrug, eines mit telepathischen und telekinetischen Kräften begabten Zuhälters.

## Bibliografie
Romane
- Frontera (1984)
  - Deutsch: Frontera. Heyne, 1984, ISBN 978-3-453-05020-4
- Wild Cards 3: Jokers Wild (1987, mit Edward Bryant, Leanne C. Harper, George R. R. Martin, John J. Miller,  Walton Simons und Melinda M. Snodgrass)
- Deserted Cities of the Heart (1988)
  - Deutsch: Verlassene Städte des Herzens. Heyne, 1996, ISBN 978-3-453-04481-4
- Slam (1990)
- Glimpses (1993)
  - Deutsch: Schattenklänge. Goldmann Science Fiction #23695, 1996, ISBN 3-442-23695-9.
- Say Goodbye: The Laurie Moss Story (1999)
- Black & White (2008)
- Dark Tangos (2011)
- Outside the Gates of Eden (2019)

Sammlungen
- Nine Hard Questions About the Nature of the Universe (1990)
- The Edges of Things (1991)
- Private Eye Action As You Like It (1998, mit Joe R. Lansdale)
- Love in Vain (2001)
- Collected Stories (2010)
- Heroes and Villains (2017)

Kurzgeschichten
- Tinker’s Damn (1977)
- Black as the Night (1979, mit Joe R. Lansdale)
- Deep Without Pity (1980)
- Kings of the Afternoon (1980)
- Rake-Off (1980)
- Stuff of Dreams (1981)
  - Deutsch: Trip zur Traumwelt. In: Ronald M. Hahn (Hrsg.): Im fünften Jahr der Reise. Heyne (Heyne Science Fiction & Fantasy #4005), 1983, ISBN 3-453-30942-1.
- Blood Relations (1981)
- Tommy and the Talking Dog (1982)
- Brujo (1982)
- Snowbirds (1982)
- The Circle (1982)
- Promises (1982)
- Things That Go Quack in the Night (1983, mit Edith Shiner)
  - Deutsch: Quaken in der Nacht. In: H. J. Alpers (Hrsg.): Gefährten der Nacht. Moewig (Moewig Phantastica #1821), 1985, ISBN 3-8118-1821-X.
- Man Drowning (1983, mit Joe R. Lansdale)
- Mystery Train (1983)
- Nine Hard Questions about the Nature of the Universe (1983)
- Plague (1983)
- Deserted Cities of the Heart (1984)
- Twilight Time (1984)
- Till Human Voices Wake Us (1984)
  - Deutsch: Bis Menschenstimmen uns wecken. In: Bruce Sterling (Hrsg.): Spiegelschatten. Heyne (Heyne Science Fiction & Fantasy #4544), 1988, ISBN 3-453-03133-4.
- Stompin’ at the Savoy (1985)
  - Deutsch: Sag es Santa. In: Michael Nagula (Hrsg.): Atomic Avenue. Heyne (Heyne Science Fiction & Fantasy #4704), 1990, ISBN 3-453-04287-5.
- The War at Home (1985)
  - Deutsch: Der Krieg zu Hause. 1988.
- Mozart in Mirrorshades (1985, mit Bruce Sterling)
  - Deutsch: Mozart mit Spiegelbrille. In: Bruce Sterling (Hrsg.): Spiegelschatten. Heyne (Heyne Science Fiction & Fantasy #4544), 1988, ISBN 3-453-03133-4.
- Jeff Beck (1986)
- Cabracan (1986)
- Dancers (1987)
  - Deutsch: Tänzer. In: Michael Nagula (Hrsg.): Atomic Avenue. Heyne (Heyne Science Fiction & Fantasy #4704), 1990, ISBN 3-453-04287-5.
- Epilogue: Third Generation (1987)
- The Long, Dark Night of Fortunato (1987)
- Pennies from Hell (1987)
- Rebels (1987)
- Six Flags over Jesus (1987, mit Edith Shiner)
- Odd Man Out (1988)
- Zero Hour (1988)
- Love in Vain (1988)
- Oz (1988)
- Gold (1989)
- The Gene Drain (1989)
- His Girlfriend’s Dog (1989)
- Steam Engine Time (1989)
- Kidding Around (1990)
- Language (1990)
- Match (1990)
- Omphalos (1990)
- Scales (1990)
- Soldier, Sailor (1990)
- White City (1990)
- Wild for You (1990)
- Horses (1991)
- Fractal Geometry (1991)
- Relay (1991)
- The Apparition (1991)
- The Kiss (1991)
- Riders (1991)
- Dirty Work (1992)
- Sticks (1992)
- Voodoo Child (1993)
- Secrets (1993)
- Sitcom (1995)
- Castles Made of Sand (1997)
- Like the Gentle Rain (1997)
  - Deutsch: Wie warmer Regen. In: Ronald M. Hahn (Hrsg.): Die Marsprinzessin. Heyne (Heyne Science Fiction & Fantasy #6330), 1999, ISBN 3-453-15663-3.
- Flagstaff (1998)
- The Killing Season (1998)
- Prodigal Son (1998)
- Lizard Men of Los Angeles (1999)
- The Tale of Mark the Bunny (1999)
- Primes (2000)
- The Best Part of Making Up (2001)
- Perfidia (2004)
- Golfing Vietnam (2007)
- The Long Ride Out (2007)
- Straws (2007)
- Ceremony (2008)
- The Death of Che Guevara (2009)
- A Box of Thunder (2011)
- Canto MCML (2012)
- Application (2012)
- Doctor Helios (2013)
- Friedrich the Snow Man (2013)
- The Black Sun (2014)
- Doglandia (2017)
- The Next (2017)

Anthologie (als Herausgeber)
- When the Music’s Over (1991)